# Führungsakademie für Kirche und Diakonie
Die Führungsakademie für Kirche und Diakonie (fakd) ist eine in Berlin angesiedelte bundesweite Akademie für Erwachsenenbildung der Evangelischen Kirche in Deutschland (EKD) und des Evangelischen Werks für Diakonie und Entwicklung. Sie gehört als Marke zur Akademien für Kirche und Diakonie gGmbH und wurde im Jahr 2006 gegründet.
Der Aufsichtsrat der Akademien für Kirche und Diakonie besteht regulär aus neun Mitgliedern. Den Vorsitz hat seit 2011 Maria Loheide, Vorstand Sozialpolitik bei der Diakonie Deutschland – Evangelischer Bundesverband. Stellvertretender Vorsitzender ist Peter Barrenstein, ehemaliger Deutschlandchef der Wirtschaftsberatungsgesellschaft McKinsey und Co. Der Geschäftsführer beider Akademien ist seit Januar 2022 Lars Charbonnier.

## Geschichte
Im Jahr 1971 gründete das Diakonische Werk der Evangelischen Kirche in Deutschland die Diakonische Akademie. 1975 gründeten das Diakonische Werk, die Innere Mission und das Hilfswerk der Evangelischen Kirchen in der DDR ihr Diakonisches Qualifizierungszentrum (DQZ). 1997 wurde die Diakonische Akademie Deutschlands gegründet, die beide Einrichtungen zusammenfasste. 2006 folgte die Gründung der Führungsakademie für Kirche und Diakonie (fakd). Hauptgesellschafter sind die EKD und das Evangelische Werk für Diakonie und Entwicklung, es gibt 30 weitere Gesellschafter.
2006 war die Evangelische Kirche in Deutschland (EKD) zweitgrößter Gesellschafter und verlagerte Teile ihrer Fort- und Weiterbildungsaktivitäten in die so erweiterte „Bundesakademie für Kirche und Diakonie“. Die bakd nam die „Bundesfachakademie gGmbH“ (Bufa) als Entwicklungsabteilung für die Bundesfachverbände in der Diakonie und die „Gesellschaft für Fortbildung und Organisationsentwicklung sozialer Dienste“ (GFO) mit ihren regionalen Standorten in Berlin, Münster und Schwäbisch Hall auf. Zeitgleich wird die „Führungsakademie für Kirche und Diakonie gemeinnützige AG“ (fakd) gegründet und neben der bakd als eigenständige Einrichtung geführt.
Im Jahr 2012 beschloss der Rat der EKD, die fakd als viertes „Reformzentrum“ der EKD zu etablieren; Peter Burkowski wurde als Nachfolger von Udo Krolzik berufen.
2014 erfolgte die Verschmelzung der „Führungsakademie für Kirche und Diakonie gAG“ auf die „Bundesakademie für Kirche und Diakonie gGbmH“. Die neue Gesellschaft hieß „Akademien für Kirche und Diakonie gGmbH“ und führte fakd und bakd nunmehr als eigenständige Marken fort. Neben den beiden Hauptgesellschaftern Evangelische Kirche in Deutschland und Diakonie Deutschland wurde die akd von 30 weiteren diakonischen Gesellschaftern getragen.
Im Jahr 2017 verstetigte der Rat der EKD die Führungsakademie; sie ist jetzt „Kompetenzzentrum Führen und Leiten in der Kirche“.
Die „Bundesakademie für Kirche und Diakonie“ und die „Führungsakademie für Kirche und Diakonie“ entwickelten sich als eigenständige Marken unter dem gemeinsamen Dach der Akademien für Kirche und Diakonie gGmbH weiter.

## Aufgaben
Die Führungsakademie für Kirche und Diakonie bietet berufsbezogene Fort- und Weiterbildungen für Führungs- und Fachkräfte in Kirche und Diakonie an.